# Henry Clinton Fall
Henry Clinton Fall (25 de dezembro de 1862, Farmington, Nova Hampshire – 14 de novembro de 1939, Tyngsboro, Massachusetts) foi um entomologista estadunidense. Ele se formou em bacharelado pelo Dartmouth College em Nova Hampshire em 1884 e ensinou física e matemática em escolas de Chicago por cinco anos e física e química em escolas de Califórnia por vinte e oito anos. Publicou vários trabalhos sobre espécies estadunidenses de besouros e uma de suas contribuições mais importantes para a entomologia foi a sua extensa coleção e descrição de espécies de besouros, acumulando cerca de duzentos e cinquenta mil espécimes, bem como descrever 1484 espécies e escrever 144 pubicações.